# Rick Marotta
Rick Marotta (* 7. Januar 1948 in New York City) ist ein US-amerikanischer Schlagzeuger und Perkussionist, der hauptsächlich als Studio- und Sessionmusiker arbeitet. Sein Bruder, Jerry Marotta, ist ebenfalls ein bekannter Schlagzeuger und Perkussionist, unter anderem für Peter Gabriel.

## Leben und Karriere
Rick begann erst im Alter von 19 Jahren mit dem Trommeln. In den frühen 1970er Jahren veröffentlichte er mit der Band Brethren zwei mäßig erfolgreiche Alben, für die allerdings Dr. John die Liner Notes schrieb und den Song „Loop Garoo“ beisteuerte.
Er erscheint auf vielen Aufnahmen von führenden Künstlern wie Aretha Franklin, Carly Simon, Steely Dan, James Taylor, Paul Simon, John Lennon, Hall & Oates, Stevie Nicks, Wynonna, Roy Orbison, Todd Rundgren, Roberta Flack, Peter Frampton, Quincy Jones, Jackson Browne, Waylon Jennings, Randy Newman, Peter Gabriel, Kenny G, The Jacksons, Crosby, Stills & Nash und vielen anderen.
Rick Marotta komponierte die Titelmusik für die TV-Show Alle lieben Raymond. Hierfür gewann er sieben ASCAP Awards.

## Filmografie
Komponist
- 1995: Showgirls
- 1993: The Cover Girl Murders (Fernsehfilm)
- 1994: Der Forscher (Fernsehfilm)
- 1997: Life … Bestellung und (Fernsehserie)
- 1997: Painted Hero
- 1997: Over the Top (Fernsehserie)
- 1998: Rude Awakening (Fernsehfilm)
- 1999:  Gary & Linda
- 2000: Ja Liebling ! (Fernsehfilm)
- 2001: Jenifer (Fernsehserie)
- 2002: Imagine That (Fernsehserie)
- 2003: Abby (Fernsehserie)

Schauspieler
- 1988: Cop
- 1990: Ford Fairlane – Rock ’n’ Roll Detective (The Adventures of Ford Fairlane)
- 1994: Dead Connection
- 1994: We the People

Produzent
- 1994: We the People